# Micronemacheilus bacmeensis
Micronemacheilus bacmeensis är en fiskart som beskrevs av Nguyen och Vo 2005. Micronemacheilus bacmeensis ingår i släktet Micronemacheilus och familjen grönlingsfiskar. Inga underarter finns listade i Catalogue of Life.